# Espantaxim
Espantaxim é um personagem que nasceu da canção "Espantaxim", que faz parte do projeto lítero-musical infantil criado pela compositora e musicista Dulce Auriemo. Espantaxim é um simpático espantalho que cuida da horta do Castelinho Mágico. Ele faz bolas "mágicas" de sabão, que têm o poder de mostrar tudo que se passa com seus amigos. Tem olhos de jabuticaba, nariz de cenoura, orelhas de batata, boca de lata e cabelos de lã colorida. Usa chapéu de palha, paletó amarelo e uma vassoura na mão. Ele é multi-instrumentista e faz parte da Turminha musical do Castelinho Mágico de Dulce Auriemo. 